# Нейштадтская литературная премия
Нейшта́дтская литерату́рная пре́мия (англ. Neustadt Prize for Literature) — международная премия за достижения в области литературы, учреждена в 1969 году, вручается раз в два года. В основе премии — дар Уолтера и Дорис Нейштадт, спонсоры — Оклахомский университет и выпускаемый им журнал World Literature Today.

## Лауреаты
- 1970 — Джузеппе Унгаретти  Италия
- 1972 — Габриэль Гарсиа Маркес  Колумбия
- 1974 — Франсис Понж  Франция
- 1976 — Элизабет Бишоп  США
- 1978 — Чеслав Милош  Польша
- 1980 — Йозеф Шкворецкий  Чехословакия,  Канада
- 1982 — Октавио Пас  Мексика
- 1984 — Пааво Хаавикко  Финляндия
- 1986 — Макс Фриш  Швейцария
- 1988 — Раджа Рао  Индия,  США
- 1990 — Томас Транстрёмер  Швеция
- 1992 — Жуан Кабрал де Мело Нето  Бразилия
- 1994 — Камау Брейтуэйт  Барбадос
- 1996 — Ассия Джебар  Алжир,  Франция
- 1998 — Нуруддин Фарах  Сомали
- 2000 — Дэвид Малуф  Австралия
- 2002 — Альваро Мутис  Колумбия
- 2004 — Адам Загаевский  Польша
- 2006 — Кларибель Алегрия  Никарагуа,  Сальвадор
- 2008 — Патриша Грейс  Новая Зеландия
- 2010 — До До  Китай
- 2012 — Рохинтон Мистри  Индия,  Канада
- 2014 — Миа Коуту  Мозамбик
- 2016 — Дубравка Угрешич  Хорватия,  Нидерланды
- 2018 — Эдвидж Дантика  США
- 2020 — Исмаил Кадаре  Албания
- 2022 — Диоп  Сенегал
- 2024 —  Ананда Деви  Маврикий